# Serdar Yüksel

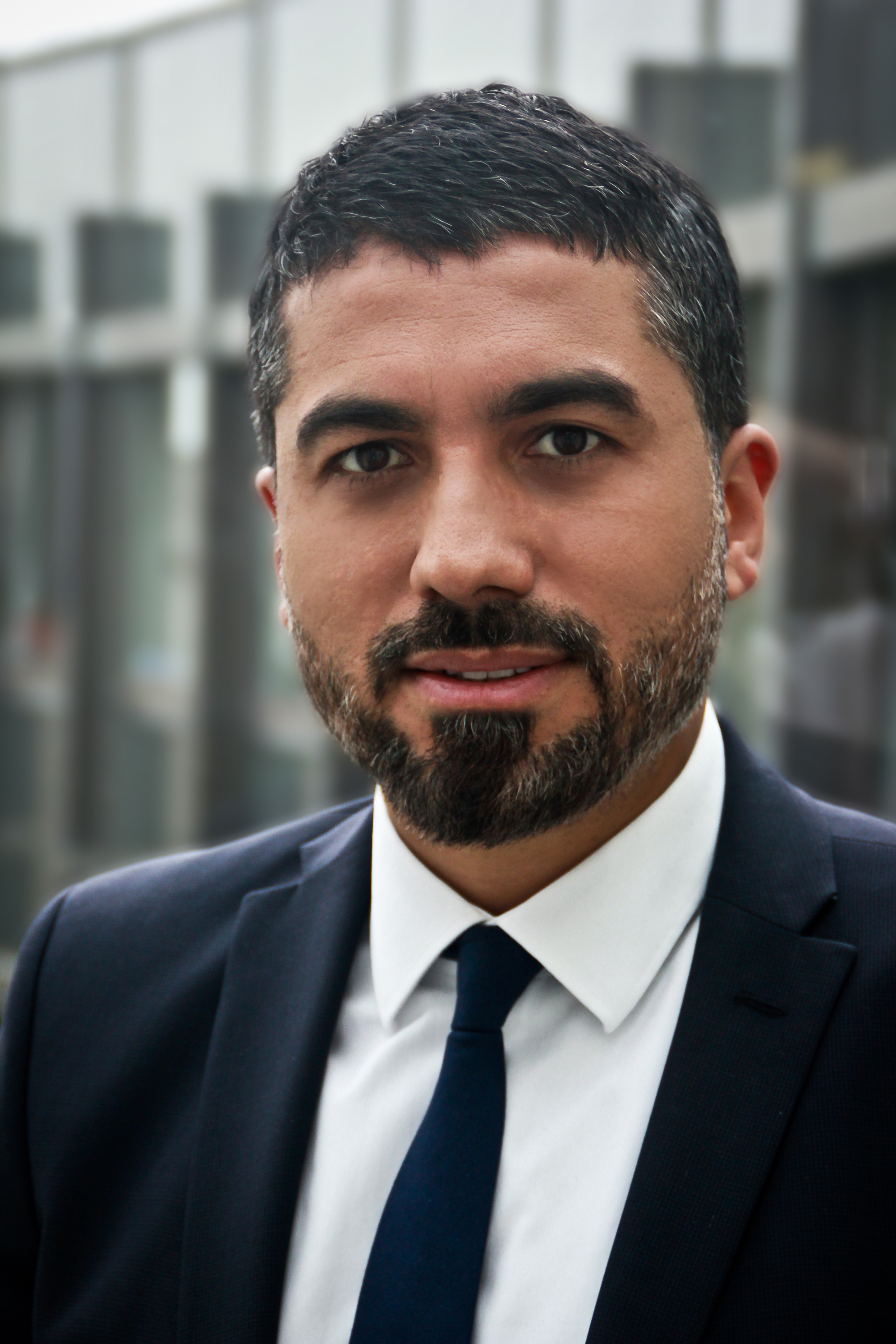
Serdar Yüksel (2014)

Serdar Yüksel (* 27. April 1973 in Essen) ist ein deutscher Politiker (SPD). Seit 2025 ist er Mitglied des Deutschen Bundestages. Zuvor war er von 2010 bis 2025 Mitglied des Landtags Nordrhein-Westfalen.

## Leben
Serdar Yüksel ist der Sohn eines im Jahr 1964 aus der Türkei eingewanderten Arbeiters kurdischer Abstammung, der dann bei Krupp arbeitete und sich in der IG Metall engagierte. Yüksel besuchte, trotz einer Empfehlung nach der Grundschule für Realschule oder Gymnasium, zuerst die Hauptschule. Nach seinem Hauptschulabschluss in Wattenscheid besuchte er die Fachoberschule in Bochum und schloss im Jahr 1994 eine Berufsausbildung als Krankenpfleger ab. Er war bis zum Jahr 2010 als Intensivkrankenpfleger tätig. Parallel dazu studierte er zunächst Pflegewissenschaften an der Evangelischen Fachhochschule Bochum; beendete dies jedoch nicht. Yüksel wechselte dann aber in einen berufsbegleitenden einjährigen Fernkursus der angewandten Gesundheitswissenschaften. Er schloss dies 2008 mit einem Kurszertifikat als Gesundheitsmanager ab.
Yüksel ist Mitglied der Glaubensrichtung der Aleviten.

## Politik
Serdar Yüksel gehört der SPD seit dem Jahr 1989 an. Er bekleidete verschiedene Parteiämter bei den Jusos und der SPD. Im Jahr 2001 wurde Yüksel in den Vorstand der SPD Bochum und Wattenscheid gewählt. Seit 2021 ist er dessen Vorsitzender. Zudem ist er Mitglied von ver.di (seit 1991), Vorstandsmitglied des Aktuellen Forums (seit 2010), Kuratoriumsmitglied bei der Stiftung Entwicklung und Frieden (seit 2014), Vorsitzender der Arbeiterwohlfahrt Ruhr-Mitte (seit 2016). 2014 gründete er die Initiative Flüchtlingsdorf Ruhrgebiet/NRW um den Kurden im Nordirak zu helfen. Seit 2022 ist er Mitglied des Vorstands der UNO-Flüchtlingshilfe; zuvor war er dort von 2017 bis 2022 Mitglied im Aufsichtsrat.
Im Mai 2010 wurde Yüksel im Landtagswahlkreis Bochum III – Herne II direkt in den Landtag von Nordrhein-Westfalen gewählt. 2012 wurde er mit absoluter Stimmenmehrheit wiedergewählt. Yüksel fungiert als ordentliches Mitglied im Ausschuss für Arbeit, Gesundheit und Soziales, sowie dem Petitionsausschuss. 
Bei der Landtagswahl 2017 wurde Yüksel erneut als Direktkandidat mit über 40 % der Stimmen bestätigt und ist seitdem Vorsitzender des Petitionsausschusses. Bei der Landtagswahl 2022 gewann er das Direktmandat im Landtagswahlkreis Bochum III – Herne II mit 38,3 % der Erststimmen.
Bei der Bundestagswahl 2025 gewann Yüksel im Bundestagswahlkreis Bochum I das Direktmandat mit 32,69 % der Stimmen und zog somit in den Bundestag ein. Im Zuge dessen legte er sein Landtagsmandat nieder; für ihn rückte Frank Sundermann in den Landtag nach.
Im Deutschen Bundestag ist Yüksel Mitglied der Parlamentariergruppe der überparteilichen Europa-Union Deutschland, die sich für ein föderales Europa und den europäischen Einigungsprozess einsetzt.

## Trivia
Im Oktober 2018 rettete er einem wissenschaftlichen Mitarbeiter der AfD-Fraktion im Gesundheitsausschuss des Landtags NRW mittels Herzdruckmassage das Leben.